# Uchylsko
Uchylsko est une localité polonaise de la gmina de Gorzyce, située dans le powiat de Wodzisław en voïvodie de Silésie.